# Copa Grão-Pará
A Copa Grão-Pará é um torneio de futebol profissional do Pará, que foi disputado pela primeira vez em 2024, entre os clubes desclassificados das quartas de final e das semifinais do Campeonato Paraense.

## Títulos por equipe
| Clube                       | Campeão | Anos dos Títulos | Vice | Anos dos Vice-Campeonatos |
| --------------------------- | ------- | ---------------- | ---- | ------------------------- |
| Tuna Luso (Belém)           | 1       | 2024             | 1    | 2025                      |
| Águia de Marabá (Marabá)    | 1       | 2025             | 0    |                           |
| São Francisco-PA (Santarém) | 0       |                  | 1    | 2024                      |